# Anagyrus major
Anagyrus major är en stekelart som beskrevs av Perkins 1910. Anagyrus major ingår i släktet Anagyrus och familjen sköldlussteklar. Inga underarter finns listade i Catalogue of Life.